# Луїс Жервазоні
Луїс Жервазоні, більш відомий як Італія (порт. Luís Gervasoni, 22 травня 1907, Ріо-де-Жанейро, Бразилія — 9 лютого 1964, там само) — бразильський футболіст, що грав на позиції захисника, зокрема, за клуб «Васко да Гама», а також національну збірну Бразилії.
Триразовий переможець Ліги Каріока. 

## Клубна кар'єра
У дорослому футболі дебютував 1924 року виступами за команду клубу «Бангу», в якій провів два неповних сезони, взявши участь у 23 матчах чемпіонату. 
1926 року перейшов до клубу «Васко да Гама», за який відіграв 12 сезонів.  Завершив професійну кар'єру футболіста виступами за команду «Васко да Гама» у 1938 році.
Помер 1 січня 1963 року на 56-му році життя у місті Ріо-де-Жанейро.

## Виступи за збірну
1930 року дебютував в офіційних матчах у складі національної збірної Бразилії. Протягом кар'єри у національній команді, яка тривала 3 роки, провів у її формі 5 матчів.
У складі збірної був учасником чемпіонату світу 1930 року в Уругваї, де зіграв в обох поєдинках з Югославією (1:2) і Болівією (4:0).

### Список офіційних міжнародних виступів
17 липня 1930 - Югославія - Чемпіонат світу 1930 - 1:2

22 липня 1930 - Болівія - Чемпіонат світу 1930 - 4:0

10 серпня 1930 - Югославія - Товариський матч - 4:1

17 серпня 1930 - США - Товариський матч - 4:3

4 грудня 1932 - Уругвай - Копа Ріо Бранко - 2:1

## Титули і досягнення
- Переможець Ліги Каріока (3):

«Васко да Гама»: 1929, 1934, 1936